# Acropora acuminata
Acropora acuminata is een rifkoralensoort uit de familie van de Acroporidae. De wetenschappelijke naam van de soort is voor het eerst geldig gepubliceerd in 1864 door Verrill. De soort komt voor in de Rode Zee, de noordelijke Indische Oceaan, in de zeeën bij Indonesië, Australië, Zuidoost-Azië en Japan en in de Oost-Chinese Zee en het westelijke deel van de Grote Oceaan. De soort staat op de Rode Lijst van de IUCN geklasseerd als 'kwetsbaar'.